# テレプレゼンスロボット
テレプレゼンスロボット (英: Telepresence Robot) とはテレビ会議＋ロボット＋遠隔操作技術を組み合わせたロボット。リモートコントロールとロボット技術を組み合わせて人を「遠方」から「ある場所」へ「存在（プレゼンス）」させることができる技術である。

## 概要
テレプレゼンスロボットは通常、ディスプレイ（統合型または携帯電話やタブレット）が頭部分についており、それを使用したテレビ会議装置と、遠隔操作による移動能力をもつ。使用者はモバイル機器、タブレット、ポータブルコンピュータ等を使用して高品質なビデオ会議を行いながら、相手側にいるロボットを遠隔でコントロールすることで自分が主体となって誰とコミュニケーションをとるか、どこの場所にいくのかをコントロールできる。従来のテレビ会議システムとは異なりロボットが自分の分身として別の場所を歩きまわったり、通話を行うことにより、通常のテレビ会議と比較して、より強い存在感を相手に与える事が出来る。
在宅勤務やイベント参加、オフィス内、教育分野などで幅広く普及し始めている。
より近代的なテレプレゼンスロボットは自律的に動作する能力を備えることができる。ロボットは、空間をマッピングし、部屋とそのドッキングステーションとの間で自分自身を駆動しながら障害物を回避することができることができる様になるのではと予想されている。

## 主なメーカーと製品
- Anybots「QB」
- DOUBLE ROBOTICS「Double3」
- iRobot「RP-Vita」、「Ava」
- iPresence 「CARE-JIRO」 「iTOUR®」「AVATAR Robot for Zoom」「動く電話テレピー」「AvatarLink」「Teleporation as a Service」
- Mantarobot「TeleMe」
- Xandex (Revolve Robotics) 「KUBI」
- Romotive「Romo」
- SUITABLE TECHNOLOGIES「Beam」
- temi
- メルティンMMI「MELTANT-α」
- テレイグジスタンス「TELESAR V」
- オリィ研究所「OriHime」[1]